# Rinto Harahap
Rinto Harahap, né le 10 mars 1949 à Sibolga (Sumatra du Nord) et mort le 9 février 2015 à Singapour, est un chanteur, compositeur et producteur indonésien.
À partir des années 70, il a obtenu beaucoup de succès avec son groupe The Mercy's et avec ses compositions pour différents interprètes: Hetty Koes Endang, Betharia Sonata, Nia Daniati, etc.